# Haimar Zubeldia Agirre
Haimar Zubeldia Agirre (Usurbil, 1 d'abril del 1977) és un ciclista basc que fou professional del 1998 al 2017.
En el seu palmarès hi ha molt poques victòries, una etapa i la general de l'Euskal Bizikleta del 2000, i el Tour de l'Ain del 2010, però és més cèlebre per les seves actuacions al Tour de França, en què ha finalitzat cinc vegades entre els deu primers.
El seu germà Joseba també s'ha dedicat al ciclisme professional.

## Palmarès
- 2000
  - 1r a l'Euskal Bizikleta i vencedor d'una etapa
- 2010
  - 1r al Tour de l'Ain i vencedor d'una etapa

### Resultats al Tour de França
- 2001. 73è de la classificació general
- 2002. 39è de la classificació general
- 2003. 5è de la classificació general
- 2004. Abandona (13a etapa)
- 2005. 15è de la classificació general
- 2006. 8è de la classificació general
- 2007. 5è de la classificació general
- 2008. 45è de la classificació general
- 2009. 27è de la classificació general
- 2011. 15è de la classificació general[2][3]
- 2012. 6è de la classificació general
- 2013. 36è de la classificació general
- 2014. 8è de la classificació general
- 2015. 62è de la classificació general
- 2016. 24è de la classificació general
- 2017. 52è de la classificació general

### Resultats a la Volta a Espanya
- 2000. 10è de la classificació general
- 2002. 11è de la classificació general
- 2004. 40è de la classificació general
- 2006. 34è de la classificació general
- 2007. 44è de la classificació general
- 2009. 14è de la classificació general
- 2011. 25è de la classificació general
- 2013. Abandona (14a etapa)
- 2014. No surt (17a etapa)
- 2015. 23è de la classificació general
- 2016. 19è de la classificació general

### Resultats al Giro d'Itàlia
- 2005. 49è de la classificació general